# Polytrichum subbifarium
Polytrichum subbifarium là một loài Rêu trong họ Polytrichaceae. Loài này được (Mitt.) Kindb. miêu tả khoa học đầu tiên năm 1888.